# Milton Glaser
Milton Glaser (ur. 26 czerwca 1929 w Nowym Jorku, zm. 26 czerwca 2020 tamże) – amerykański grafik, ilustrator i twórca plakatów odznaczony Narodowym Medalem Sztuk.
Jego prace znajdują się w Museum of Modern Art, Muzeum Wiktorii i Alberta i Muzeum Izraela. Był członkiem (AGI). Stworzył logo I Love New York.

## Przypisy

Logo I Love New York